# 丸笹山
丸笹山（まるささやま）は、徳島県三好市・美馬市・美馬郡つるぎ町の境界に位置する山である。標高1,711.9m。花の百名山、四国百名山指定。

## 地理
旧三好郡東祖谷山村と旧美馬郡木屋平村・一宇村の境界に位置する。剣山の北方2.5kmの地点に位置する。山容は整った丸みを帯び、特に西島神社から眺望が親しまれている。剣山国定公園に含まれる。
県民の森とブナを中心に、ミズナラ・ダケモミの純林があり、広葉樹が多いので小鳥も多い。春にはウグイス・シジュウカラ・ミソサザイ・オオルリ・キビタキ、夏にはホトトギス・ツツドリ・コマドリ・アオバト・トラツグミ・アオゲラなどがいる。
頂上付近は名のごとく、一面にササに覆われている。登山道は夫婦池からプロムナード道がつけられ、所要時間は約1時間。赤帽子山からの縦走路があり、木屋平村大森池のキャンプ地からは約3時間かかる。

## 歴史
幕末の「灯下録」に「丸笹が池あり。峰嶺四方よりこみあひて池となる」とあるのは夫婦池のことである。
明治13年の「阿波国地誌略」では丸篠山（まるしのやま）、大正9年の「一宇村誌」は丸笹山としてある。「美馬郡郷土誌」（大正4年刊）でも丸篠山としており、大正期まで丸笹山・丸篠山と併用していた。
剣山国定公園に含まれるが、昭和42年に丸笹山を含む国有林108.90ha、県有林7.43haなどが県民の森に指定された。小鳥の巣箱・樹名の標示などが行われている。
昭和44年には、丸笹山西中腹の夫婦池に建築面積285.34m2、2階建の資料館が建築された。動物約1,400点、植物約300点、鉱物約50点、その他道具類など120点が展示されている。並んで国民宿舎剣山荘がある。また売店・キャンプ地もある。

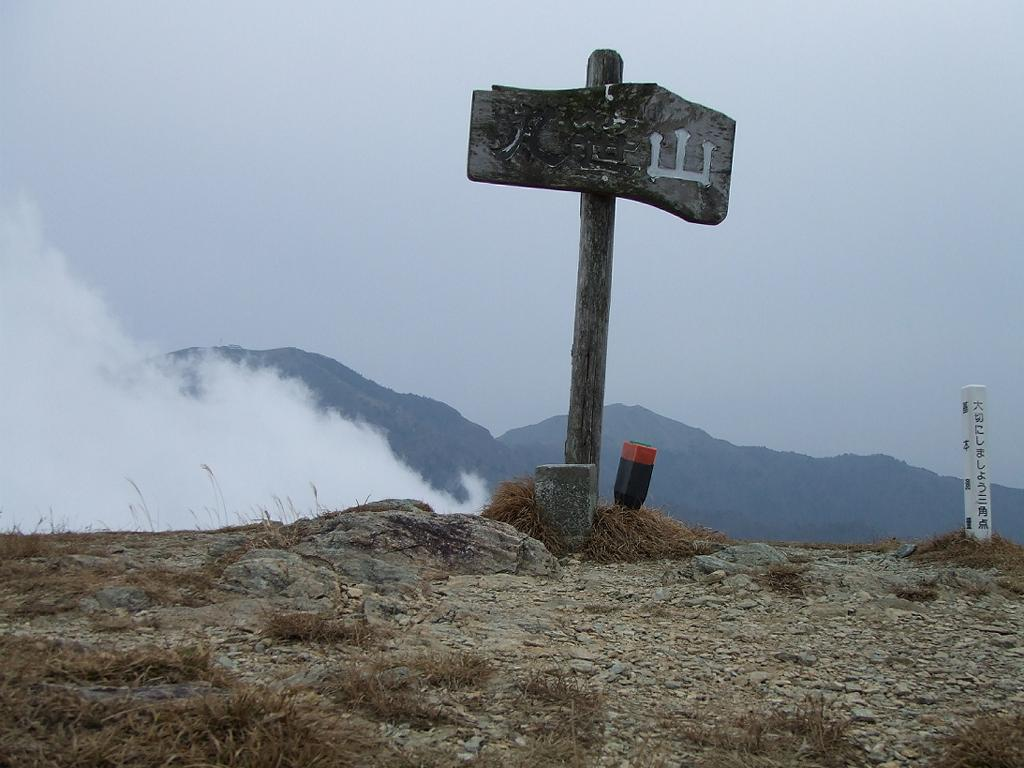
頂上から剣山が目前に
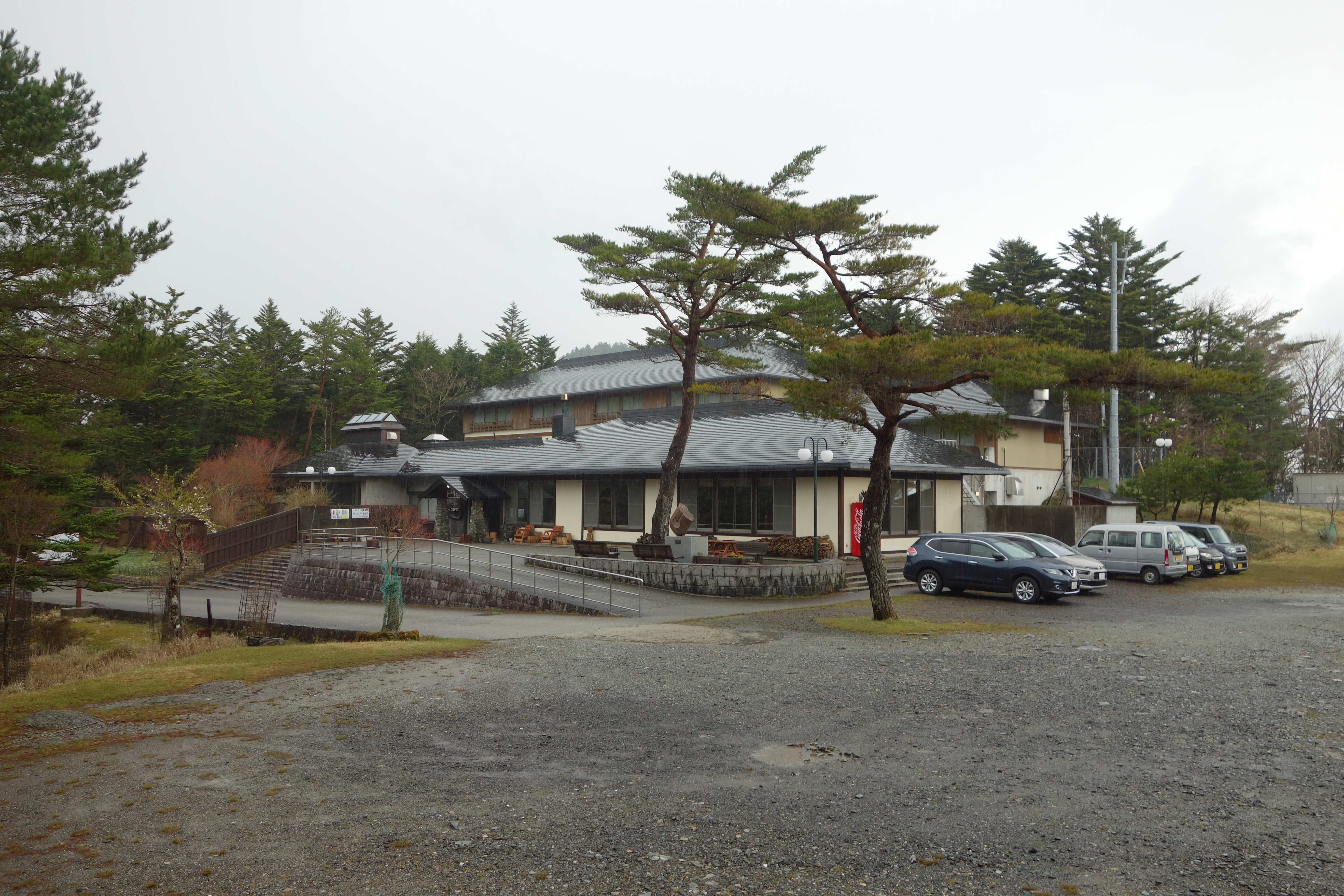
ラ・フォーレつるぎ山
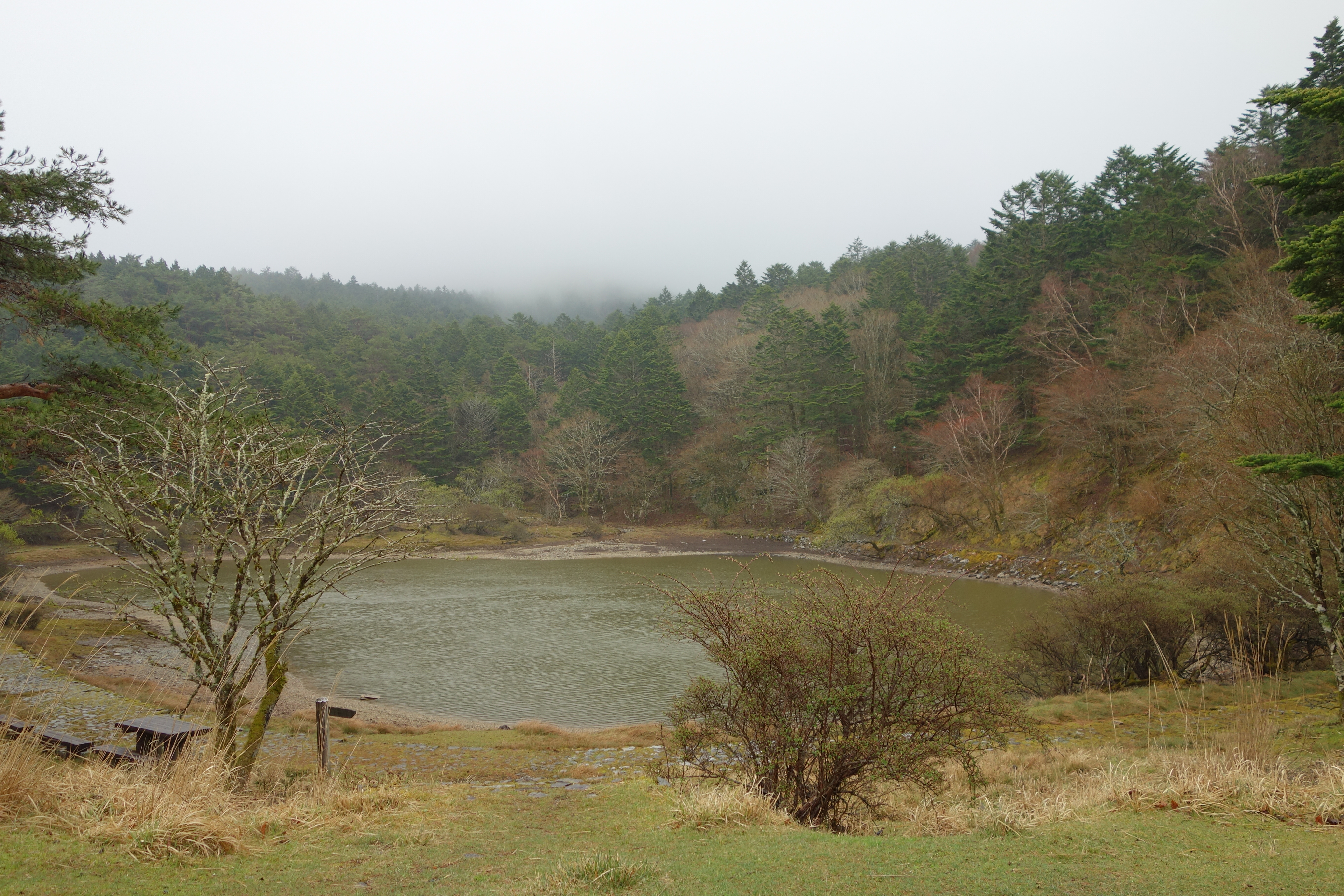
登山口近くの夫婦池
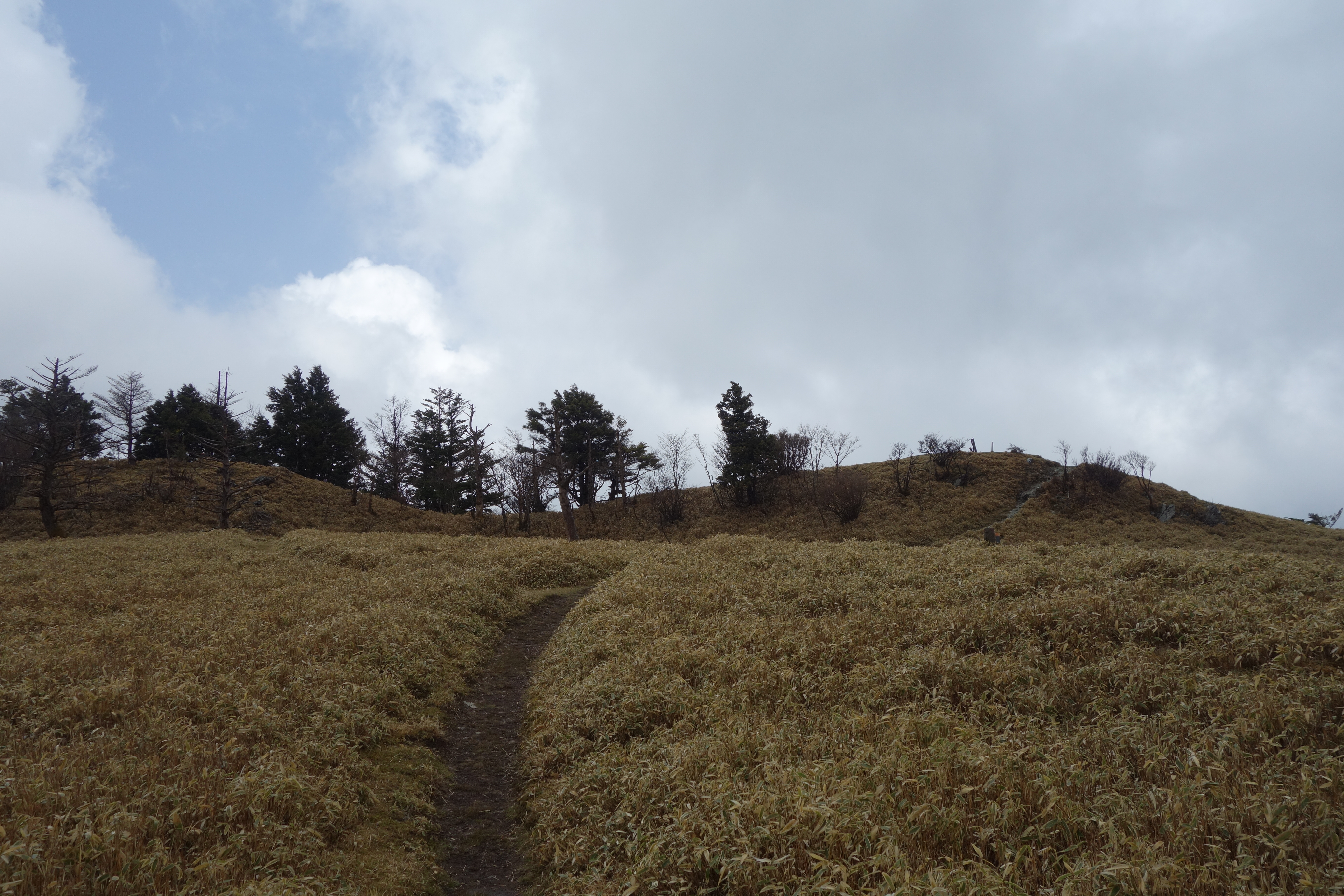
丸笹山山頂直下
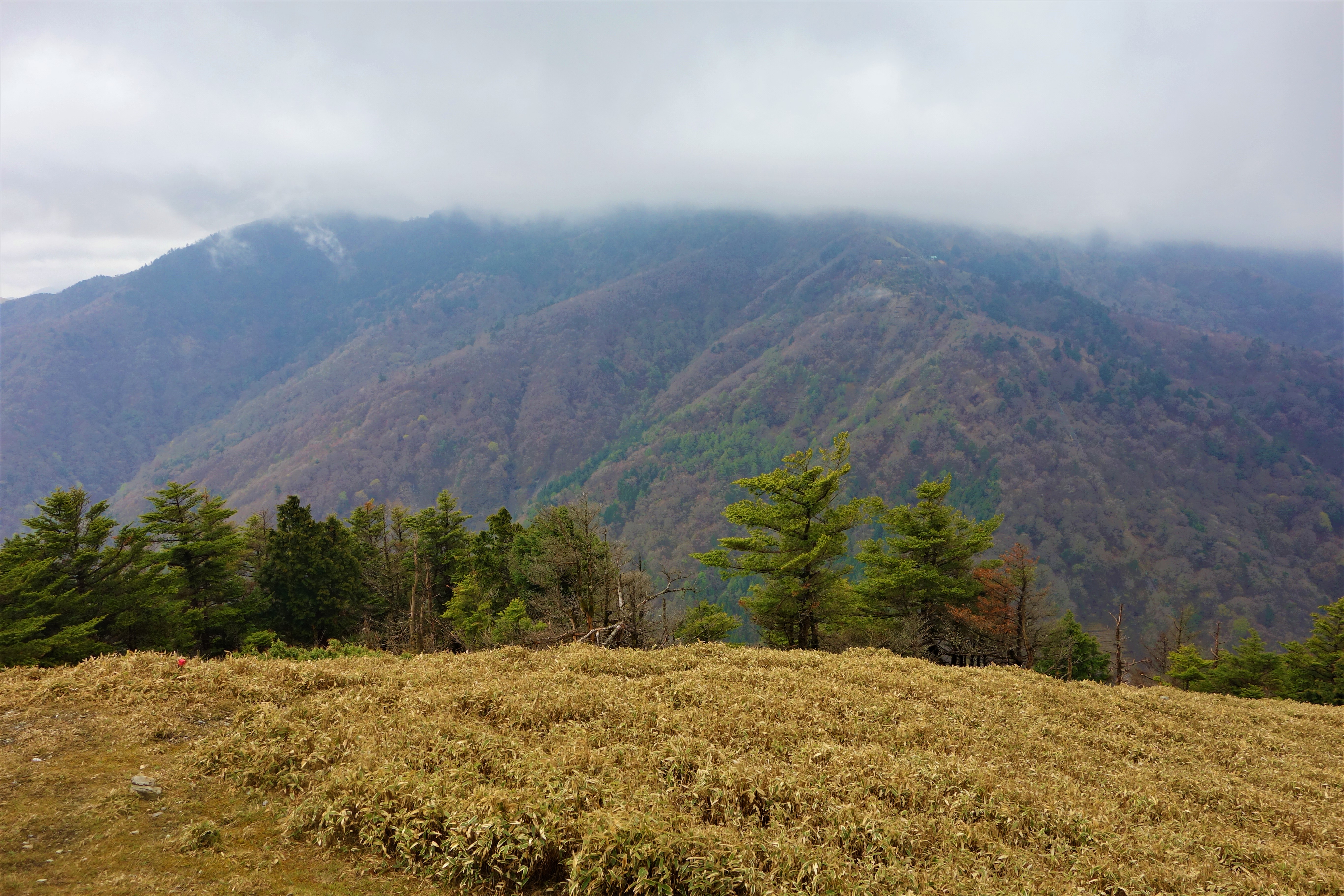
丸笹山から剣山方面
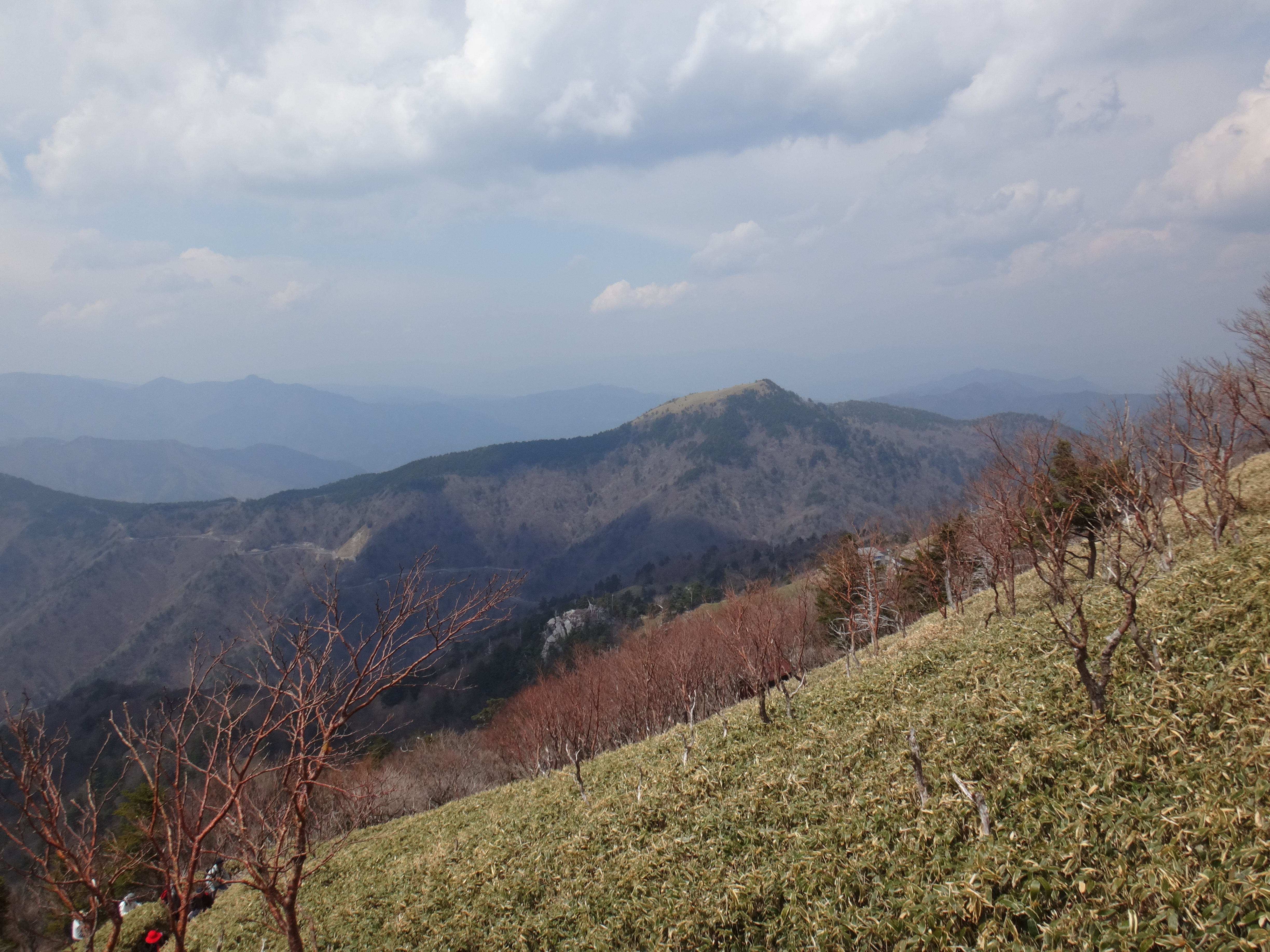
剣山からの丸笹山